# Tal vez me estoy enamorando
 (juin 2011).
Si vous disposez d'ouvrages ou d'articles de référence ou si vous connaissez des sites web de qualité traitant du thème abordé ici, merci de compléter l'article en donnant les références utiles à sa vérifiabilité et en les liant à la section « Notes et références ».
Albums de Nicole
Esperando nada
(1994)
Tal vez me estoy enamorando, est le premier album studio de Nicole. Enregistré le 1989, il sortit en décembre 1989.

## Pistes (auteurs et producteurs)
1. Tal vez me estoy enamorando* 3:26
Juan Carlos Duque
2. Mi primer amor 2:12
Juan Carlos Duque
3. Dejen un lugar 4:29
Juan Carlos Duque
4. Bicicletas* 2:57
Álvaro Scaramelli
5. Mi fantasía eres tú 3:01
Juan Andrés Ossandón
6. Qué hacer para conquistarlo* 3:00
Juan Carlos Duque
7. Qué está pasando en mí* 4:14
Víctor Arriagada
8. Mis amigos de verano 2:58
Tito Acuña/Checho Hirane
9. Detrás de mi puerta 4:00
Tito Acuña/Checho Hirane
10. Príncipe azul* 3:07
Juan Carlos Duque

* Titres sortis en single